# John Courtney Murray
John Courtney Murray, né le 12 septembre 1904 à New York (États-Unis) et mort dans la même ville le 16 août 1967, est un théologien jésuite américain. Il est surtout connu pour ses efforts cherchant à concilier le catholicisme avec le pluralisme religieux, la liberté de conscience et la liberté religieuse telles qu'elles sont reconnues par les institutions d'un État démocratique moderne. Cela tournait le dos aux conceptions qui avaient été admises jusqu'alors et reprenant les positions de l'américanisme.
Il a joué un rôle prépondérant dans la préparation de la Déclaration sur la liberté religieuse (Dignitatis Humanae) du concile Vatican II.

## Biographie

### Formation religieuse
Né à New York en 1904, John Courtney Murray entre en 1920 dans la province de New York de la Compagnie de Jésus. Il étudie les lettres et la philosophie à Boston College et obtient son baccalauréat (1926) et sa maîtrise (1927). Il part aux Philippines, où il enseigne la littérature anglaise et le latin à Manille. Il revient aux États-Unis en 1930 pour ses études de théologie et est ordonné prêtre en 1933. Il est alors envoyé à l'Université pontificale grégorienne de Rome, où il obtient son doctorat en théologie en 1937.
De retour aux États-Unis, il enseigne la théologie trinitaire au théologat jésuite de Woodstock, dans le Maryland, et en 1941, est nommé rédacteur en chef de la revue jésuite Theological Studies. Il occupe ces deux postes jusqu'à sa mort à New York en 1967.
Alors que ses spécialités universitaires étaient la théologie de la grâce et de la Trinité, ses contributions les plus marquantes ont été en « théologie de la vie publique », notamment en ce qui concerne les relations entre l'Église, l'État et la société.

### Après-guerre
Murray devient rapidement une des figures marquantes du catholicisme américain, avec un travail portant principalement sur les tensions entre religion et vie publique. Son livre le plus connu, We Hold These Truths: Catholic Reflections on the American Proposition (1960), rassemble un certain nombre de ses articles sur ces questions.
En sa qualité de représentant des évêques catholiques américains et comme consultant auprès de la section des affaires religieuses des Alliés, il contribue à promouvoir le projet de Déclaration sur la paix du monde de 1943 (principes pour la reconstruction de l’après-guerre), et il recommande avec succès une disposition constitutionnelle permettant entre le rétablissement des relations institutionnelles entre l’État et les Églises en Allemagne.
Au début des années 1950, il collabore avec Robert Morrison MacIver de l’université Columbia à une réflexion sur la liberté académique et l’éducation religieuse dans les universités publiques américaines. Il est par ailleurs consulté par divers évêques américains sur des questions juridiques ou morales. Il argumente contre les dispositions coercitives proposées par les plus réactionnaires et engage à la participation au débat public. L’appel à la vertu au sein du débat public lui semble plus conforme à la fois à l’approfondissement des engagements moraux et au sens de la liberté aux États-Unis.
Dans le contexte de la Guerre froide, de 1958 à 1962, il travaille au Center for the Study of Democratic Institutions sur les relations entre États-Unis et l'Union soviétique et sur les cas de guerre possible.
Murray montre en ces diverses occasions sa compréhension profonde de la Constitution des États-Unis et son estime pour celle-ci. Il l'analyse ainsi en 1954 en distinguant la tradition libérale américaine et la tradition jacobine française en matière de religion : « La thèse américaine est que le gouvernement n'est pas juridiquement compétent en toute chose. Ses compétences sont limitées, et l'un des principes de la limitation est la distinction entre État et Église, dans leurs objectifs, leurs méthodes et leurs modalités d'organisation. La thèse jacobine est fondamentalement philosophique : elle découle d'une conception sectaire de l'autonomie de la raison. Elle est également théologique, impliquant une conception sectaire de la religion et de l'Église. En revanche, la thèse américaine est tout simplement politique. Elle affirme la théorie d'un peuple libre dans le cadre d'un gouvernement limité, une théorie qui est une part reconnaissable de la tradition politique chrétienne, et tout à fait défendable dans la manière dont elle fut mise en œuvre dans l’histoire américaine. » Son influence et sa popularité peuvent être jugées par la revue Time, qui lui fait l'honneur de sa couverture le 12 décembre 1960avec un article de fond sur les relations entre les catholiques américains et l'État.

### Tensions avec Rome
L’engagement public de Murray est rendu difficile par la doctrine catholique du salut et celle des relations entre l'Église et l'État telles qu’elles sont interprétées alors aux États-Unis. En 1944, son implication pour une pleine coopération des catholiques avec les autres croyants (dans la tâche de reconstruction de l'après-guerre) conduit à des craintes qu'elle mettrait en danger la foi catholique aux Américains. À l'époque, de nombreux catholiques américains recommandent en effet une coopération minimale avec les non-catholiques, de crainte que la foi des laïcs catholiques ne ressorte affaiblie de ces relations.
De même, Murray prône la liberté religieuse telle qu'elle est définie et protégée par la Premier amendement de la Constitution des États-Unis. Il fait valoir que l’enseignement catholique sur les relations Église/État est inadéquat pour la vie des peuples contemporains. La tradition anglo-américaine a développé, selon lui, une plus ample vérité sur la dignité humaine, à savoir la responsabilité de tous les citoyens à assumer le contrôle moral sur leurs propres croyances religieuses, en dehors de tout contrôle des États. Pour Murray, cette vérité est une « intention de la nature » ou un nouvel impératif issu de la  loi naturelle et de la philosophie.
La position de Murray selon laquelle une vérité morale nouvelle a émergé en dehors de l'Église conduit à un conflit avec le cardinal Alfredo Ottaviani, préfet à la Curie. À la demande de ses supérieurs ecclésiastiques, Murray cesse donc d’enseigner et de publier sur la liberté religieuse en 1954.

### Contribution à Vatican II
Bien qu’il ne puisse publier ses recherches, Murray continue à écrire sur la liberté religieuse et soumet ses travaux à Rome, qui sont d’abord rejetés.
Lorsque le concile a pris son tournant (première session de 1962), Murray est invité comme expert à Vatican II et y participe à partir de la seconde session (1963) (consulteur du Secrétariat pour l'unité des chrétiens). Il est un des contributeurs majeurs à la rédaction et à la refonte de ce qui deviendra ensuite la Déclaration sur la liberté religieuse Dignitatis Humanae du concile Vatican II.
Le concile y déclare que « la personne humaine a droit à la liberté religieuse », qui consiste en ce que « tous les hommes doivent être soustraits à toute contrainte de la part soit des individus, soit des groupes sociaux et de quelque pouvoir humain que ce soit, de telle sorte qu'en matière religieuse nul ne soit forcé d'agir contre sa conscience, ni empêché d'agir, dans de justes limites, selon sa conscience, en privé comme en public, seul ou associé à d'autres ». Il indique que la liberté religieuse a son fondement « dans la dignité même de la personne humaine telle que l'a fait connaître la Parole de Dieu et la raison elle-même ».

### Après le concile
Après le concile, Murray continue à écrire sur le sujet. Il indique que les arguments présentés par la déclaration conciliaire restaient insuffisants même si l'affirmation de la liberté religieuse avait été sans équivoque. Il aborde ensuite la question des renouveaux qui lui semblent nécessaires. Il invite notamment les catholiques à entrer dans un dialogue  « sur un pied d'égalité » avec les non-catholiques et les athées, et il suggère de poursuivre les réformes dans l'Église, dont il pensait qu’elle avait surdéveloppé les notions d'autorité et de hiérarchie au détriment des liens d'amour, plus fondamentaux pour définir la vie chrétienne.
Après son décès, plusieurs auteurs ont fait appel aux travaux de Murray en théorie du droit et sur l'interaction entre engagement religieux et vie civile. Son affirmation selon laquelle les diverses communautés religieuses peuvent et doivent reconnaître ce qu'il y a de bon dans chacune d'elles est devenue un thème commun de l'œcuménisme et du dialogue inter-religieux.

## Œuvres
- John Courtney Murray: Le problème de Dieu : de la Bible à l'incroyance contemporaine, Paris, Centurion, 1965
- John Courtney Murray: « Vers une intelligence du développement de la doctrine de l'Église sur la liberté religieuse » in Jérôme Hamer, Yves Congar (dir.), Vatican II - La liberté religieuse, Déclaration "Dignitatis humanae personae", Paris, Cerf, 1967, pp. 111-147
- Dominique Gonnet, La liberté religieuse à Vatican II : la contribution de John Courtney Murray, Paris, Cerf, 1994

En anglais
- John Courtney Murray: We Hold These Truths: Catholic Reflections on the American Proposition, 1960
- John Courtney Murray: The Problem of God, Yesterday and Today, 1964
- John Courtney Murray: The Problem of Religious Freedom, 1965
- John Courtney Murray: Religious Liberty: Catholic Struggles with Pluralism, 1993
- John Courtney Murray: Bridging the Sacred and the Secular: Selecting Writings of John Courtney Murray, 1994